# Diachlorus ferrugatus
Diachlorus ferrugatus är en tvåvingeart som först beskrevs av Fabricius 1805.  Diachlorus ferrugatus ingår i släktet Diachlorus och familjen bromsar. Inga underarter finns listade i Catalogue of Life.